# Gran Premi d'Itàlia del 1967
Resultats del Gran Premi d'Itàlia de Fórmula 1 de la temporada 1967 disputat al circuit de Monza el 10 de setembre del 1967.

## Resultats
| Pos | No | Pilot               | Equip             | Voltes | Temps/ Retirada  | Pos. de sortida | Punts |
| --- | -- | ------------------- | ----------------- | ------ | ---------------- | --------------- | ----- |
| 1   | 14 | John Surtees        | Honda             | 68     | 1h 43' 45. 0     | 9               | 9     |
| 2   | 16 | Jack Brabham        | Brabham - Repco   | 68     | + 0.2 s          | 2               | 6     |
| 3   | 20 | Jim Clark           | Lotus - Ford      | 68     | + 23.1 s         | 1               | 4     |
| 4   | 30 | Jochen Rindt        | Cooper - Maserati | 68     | + 56.6 s         | 11              | 3     |
| 5   | 36 | Mike Spence         | BRM               | 67     | + 1 Volta        | 12              | 2     |
| 6   | 32 | Jacky Ickx          | Cooper - Maserati | 66     | + 2 Voltes       | 15              | 1     |
| 7   | 2  | Chris Amon          | Ferrari           | 64     | + 4 Voltes       | 4               |       |
| Ret | 22 | Graham Hill         | Lotus - Ford      | 58     | Motor            | 8               |       |
| Ret | 6  | Jo Siffert          | Cooper - Maserati | 50     | Accident         | 13              |       |
| Ret | 24 | Giancarlo Baghetti  | Lotus - Ford      | 50     | Motor            | 17              |       |
| Ret | 4  | Bruce McLaren       | McLaren - BRM     | 46     | Motor            | 3               |       |
| Ret | 26 | Jo Bonnier          | Cooper - Maserati | 46     | Sobreescalfament | 14              |       |
| Ret | 34 | Jackie Stewart      | BRM               | 45     | Motor            | 7               |       |
| Ret | 18 | Denny Hulme         | Brabham - Repco   | 30     | Sobreescalfament | 6               |       |
| Ret | 12 | Guy Ligier          | Brabham - Repco   | 26     | Motor            | 18              |       |
| Ret | 38 | Chris Irwin         | BRM               | 16     | Injecció         | 16              |       |
| Ret | 10 | Ludovico Scarfiotti | Eagle - Weslake   | 5      | Motor            | 10              |       |
| Ret | 8  | Dan Gurney          | Eagle - Weslake   | 4      | Motor            | 5               |       |

## Altres
- Pole: Jim Clark 1' 28. 5

- Volta ràpida: Jim Clark 1' 28. 5 (a la volta 26)